# Glenn Leonard
Glenn Carl Leonard (n. 11 iunie 1947, Washington, D.C.) este un cântăreț american de R&B și soul cunoscut ca tenorul principal/vocalistul secund al cvintetului The Temptations în intervalul 1975-1983.